# Kapel aan het Kruis

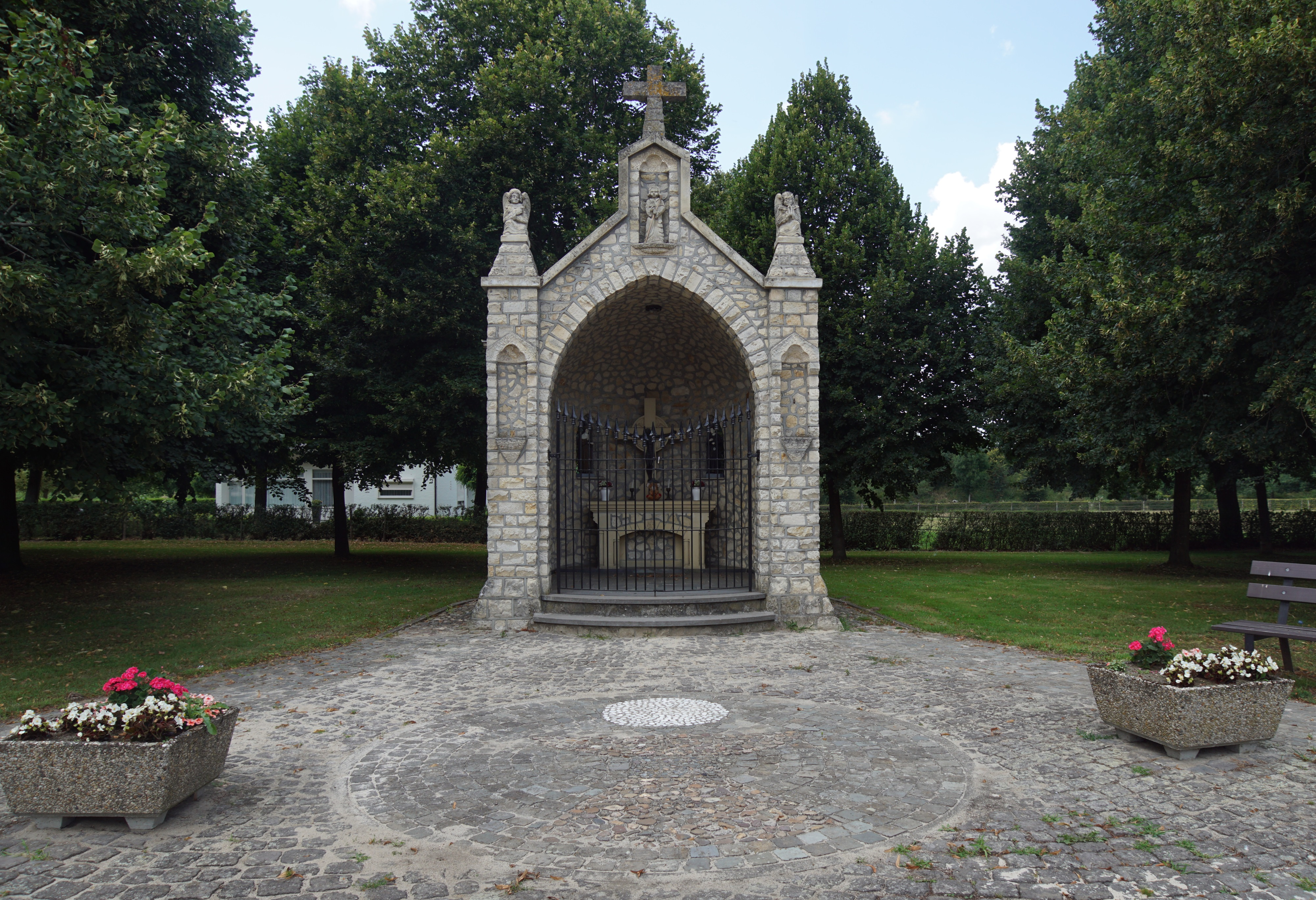
De Kapel aan het Kruis

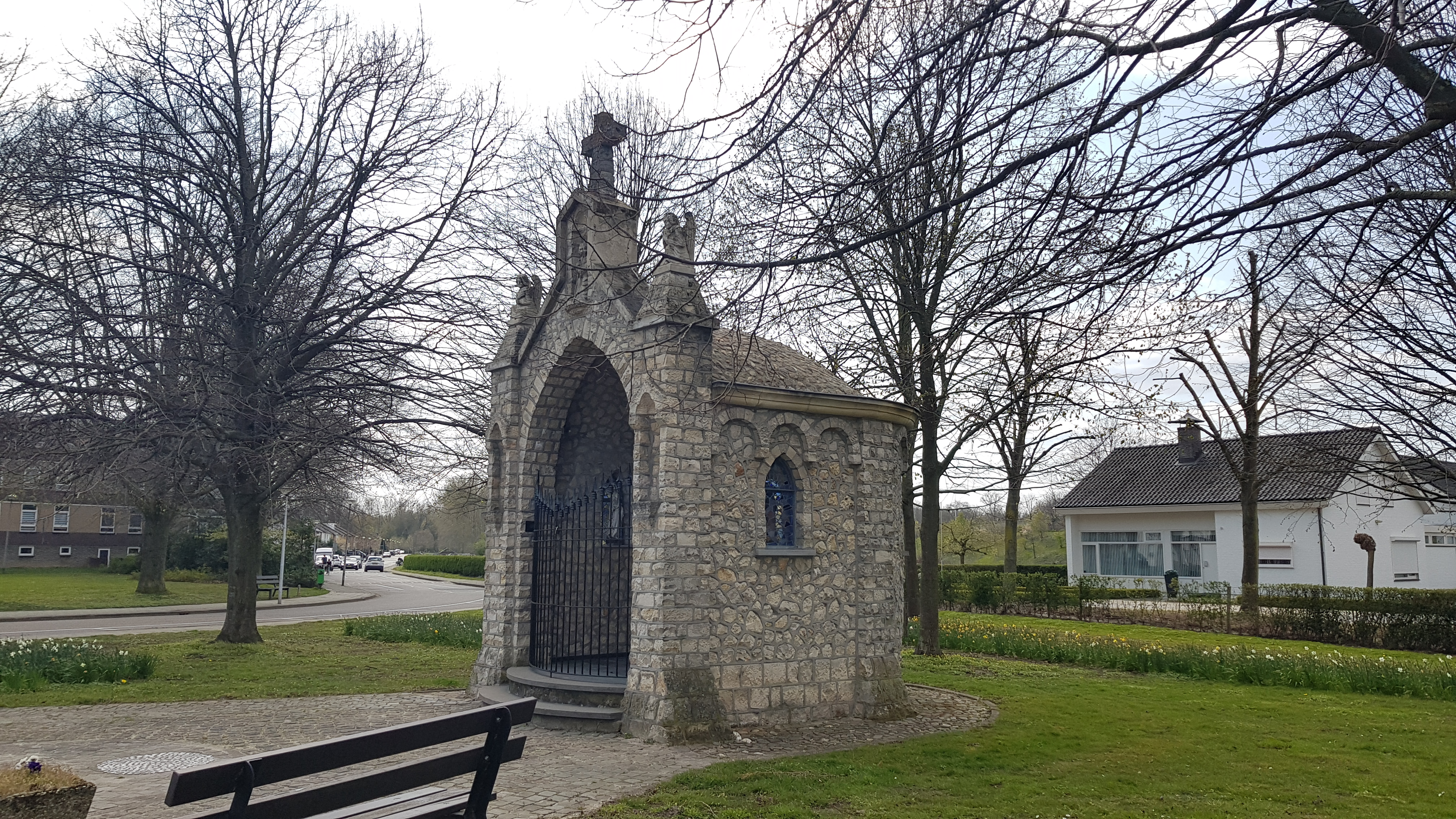
De Kapel aan het Kruis

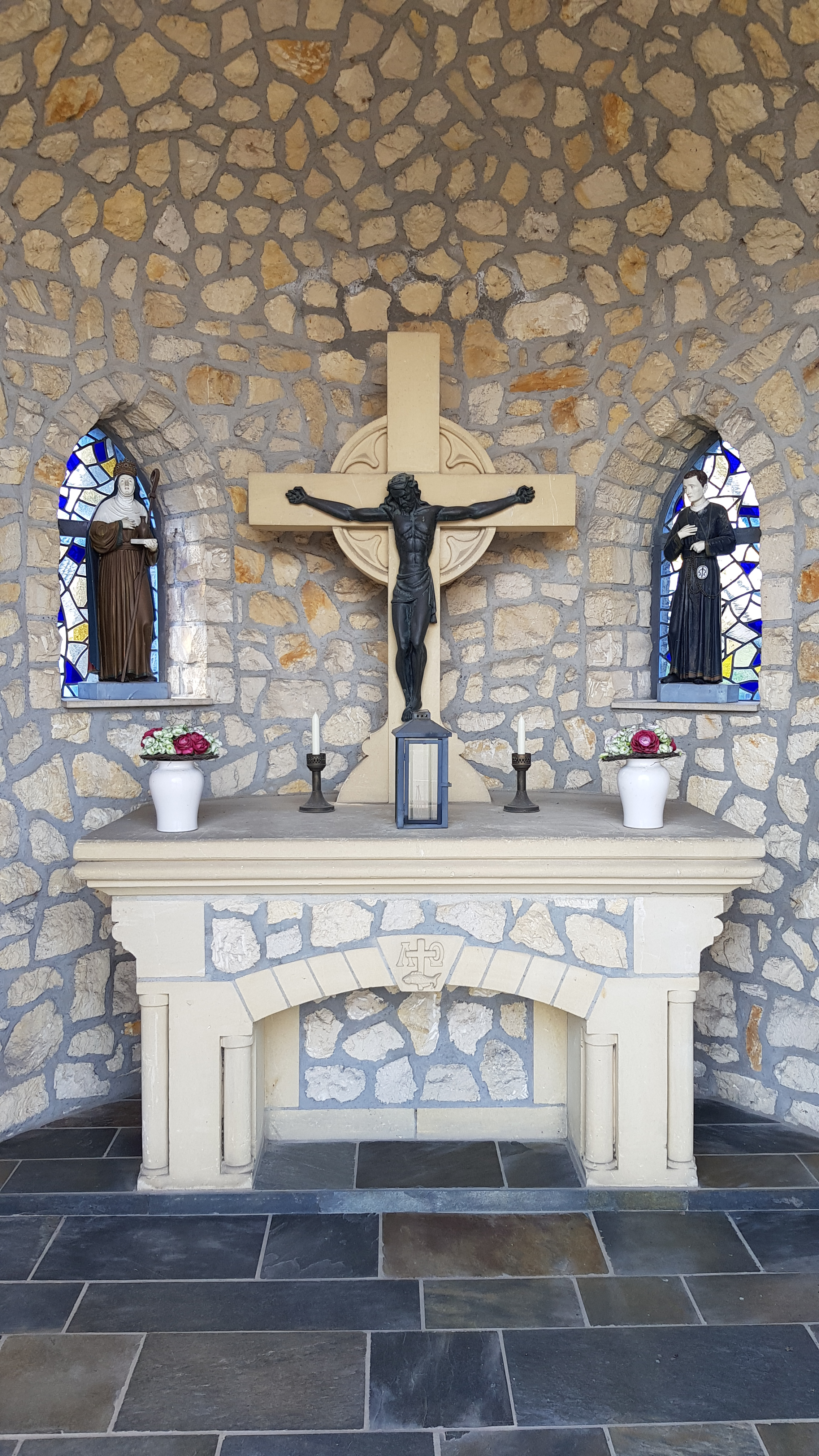
De kapel van binnen

De Kapel aan het Kruis is een kapel in Amby in de Nederlands Zuid-Limburgse gemeente Maastricht. De kruiskapel staat aan de noordzijde van Amby aan de Ambyerstraat Noord tegenover nummer 158. Aan het andere uiteinde van Amby staat de Mariakapel.
De kapel is gewijd aan het kruis.

## Geschiedenis
In 1918 werd de kapel gebouwd.
In 1984 werd de kapel herbouwd waarbij de eerstesteenlegging plaatsvond op 26 augustus 1984.

## Bouwwerk
De in Kunradersteen opgetrokken kapel heeft een halfronde koorsluiting en wordt gedekt door een rond dak. De gevels van de kapel zijn verstevigd met steunberen die aan de achterzijde, op de overgang van de halfronde koorsluiting en op de hoeken van de frontgevel zijn aangebracht. Tussen de steunberen is een rondboogfries aangebracht en in ieder van de vier gevelvlakken is een spitsboogvenster met glas-in-lood geplaatst. De frontgevel is een topgevel die bekroond wordt met een verhoging waarop een stenen kruis geplaatst is. Bovenop de steunberen op de hoeken van de frontgevel zijn beeldjes geplaatst. In de frontgevel bevindt zich de spitsboogvormige toegang tot de kapel die wordt afgesloten met een smeedijzeren hek. In de verhoging van de frontgevel is een nis aangebracht waarin een beeld geplaatst is. Aan de voorzijde van de steunberen is eveneens een nis aangebracht, maar die zijn leeg.
Van binnen is de kapel uitgevoerd in Kunradersteen. In de vensters zijn de beelden van Maria, Sint-Walburga, Sint-Gerardus en Sint-Jozef geplaatst. Tegen de achterwand van de kapel is het mergelstenen altaar geplaatst dat aan de voorzijde voorzien is van een segmentboog. Op het altaar is een kruis met donkere corpus geplaatst.